# Enrico Cerulli
Enrico Cerulli (15 de febrero de 1898 - 19 de septiembre de 1988) fue un académico italiano, pionero en estudios somalíes y etiópicos, gobernador colonial y diplomático en Oriente.

## Biografía
Cerulli nació en Nápoles en 1898. Se doctoró en la Universidad de Nápoles Federico II sobre la ley tradicional somalí. Al mismo tiempo,  estudió lenguas etiópicas bajo la guía de Francesco Gallina, y árabe y estudios islámicos bajo Carlo Alfonso Nallino y Giorgio Levi Della Vida en el Regio Istituto Orientale (más adelante Istituto Universitario Orientale, hoy Università di Napoli "L'Orientale").
Cerulli es también conocido por sus estudios sobre las traducciones al latín y francés del Kitab al-Miraj, un libro musulmán que narra la ascensión al cielo de Mahoma (Mi'raj), siguiendo su viaje milagroso de una noche de La Meca a Jerusalén (el Isra). Las representaciones islámicas del infierno en el libro fueron, según académicos como Cerulli o Miguel Asín y Palacios, una influencia importante en la obra maestra de Dante, la Divina Comedia.
Entre enero de 1939 y junio de 1940, Cerulli fue gobernador de Shewa y más tarde de Harar, dos provincias del África Oriental italiana. También encabece la oficina política para África Oriental en el Ministerio de Asuntos Exteriores italiano.
El régimen restaurado de Haile Selassie intentó que las Naciones Unidas le juzgaran en 1948 por delitos de guerra, junto con otros nueve oficiales coloniales italianos. Pese a ello, la comisión de la ONU solo lo convocó como testigo. El gobierno etíope retiró los cargos, pero le prohibió la entrada al país.
Más tarde, de 1950 a 1954, Cerulli sirvió como embajador italiano en Irán. Fue también en sus últimos años presidente de la Accademia Nazionale dei Lincei de Roma.

## Obras
- 1922: Folk-literature of the Galla of Southern Abyssinia. Cambridge, MA.
- 1930-1933: Etiopia Occidentale (dallo Scioa alla frontiera del Sudan). Note del viaggio, 1927-1928. 2 Vols. Roma.
- 1931: Documenti arabi per la storia dell'Etiopia. Roma: G. Bardi.
- 1936: Studi etiopici. Vol. I: La lingua e la storia di Harar. Roma: Istituto per l'Oriente.
- 1936: Studi etiopici. Vol. II: La lingue e la storia dei Sidamo. Roma: Istituto per l'Oriente.
- 1938: Studi etiopici. Vol. III: Il linguaggio dei Giangerò ed alcune lingue Sidama dell'Omo (Basket, Ciara, Zaissè). Roma; Istituto per l'Oriente. [reprinted: 1963]
- 1943: Il Libro etiopico dei Miracoli di Maria e le sue fonti nelle letterature del Medio Evo latino. Roma.
- 1943-1947: Etiopi in Palestina: storia della comunità etiopica di Gerusalemme. 2 vols. Roma: Libreria dello Stato.
- 1949: Il 'Libro della Scala' e la questione delle fonti arabo-spagnole della Divina Commedia. Città del Vaticano.
- 1951: Studi etiopici. Vol. IV: La lingua Caffina. Roma: Istituto per l'Oriente.
- 1956: (ed.) Atti di Krestos Samra. (Corpus Scriptorum Christianorum Orientalium, 163-164; Scriptores Aetiopici, 33-34) Louvain.
- 1957-1964: Somalia: scritti vari editi ed inediti. 3 vols.
- 1958: Storia della letteratura etiopica. Milano. [3rd. ed. 1968].
- 1958-1960: Scritti teologici etiopici dei secoli XVI-XVII. 2 vols. Città del Vaticano.
- 1959: (ed.) Atti di Giulio di Aqfahs. (Corpus Scriptorum Christianorum Orientalium, 190-191; Scriptores Aetiopici, 37-38) Louvain.
- 1971: (junto a Fabrizio A. Pennacchietti) Testi neo-aramaici dell’Iran settentrionale. Napoli : Istituto Universitario Orientale di Napoli.
- 1971: L'Islam di ieri e di oggi. Roma. Istituto per l'Oriente